# Gīvshād
Gīvshād (persiska: گيوشاد) är en ort i Iran.   Den ligger i provinsen Khorasan, i den östra delen av landet, 800 km öster om huvudstaden Teheran. Gīvshād ligger 1 635 meter över havet och antalet invånare är 158.
Terrängen runt Gīvshād är platt åt sydväst, men åt nordost är den kuperad.Runt Gīvshād är det glesbefolkat, med 12 invånare per kvadratkilometer. Närmaste större samhälle är Aşgharīyeh, 12,2 km söder om Gīvshād. Trakten runt Gīvshād är ofruktbar med lite eller ingen växtlighet.